# Коэффициент аэродинамического сопротивления автомобиля
Коэффицие́нт аэродинами́ческого сопротивле́ния — безразмерная величина, равная отношению силы лобового сопротивления автомобиля {\displaystyle F} к произведению скоростного напора {\displaystyle Q} на площадь миделевого сечения автомобиля {\displaystyle S}. Обычно обозначается как {\displaystyle C_{x}}:
{\displaystyle C_{x}={\frac {F}{Q\cdot S}}.}
Скоростной, или аэродинамический напор, имеет размерность давления (в СИ измеряется в паскалях) и определяется как
{\displaystyle Q={\frac {\rho v^{2}}{2}},}
где
{\displaystyle v} — скорость, м/с;
{\displaystyle \rho } — плотность воздуха, кг/м3.
Лобовое аэродинамическое сопротивление
{\displaystyle F=C_{x}{\frac {\rho v^{2}}{2}}S.}
{\displaystyle C_{x}} зависит только от формы автомобиля и числа Рейнольдса, при равенстве всех критериев подобия, в данном случае существенно число Рейнольдса, одинаков для всех геометрически подобных тел, независимо от их конкретных размеров. {\displaystyle C_{x}} в широком диапазоне чисел Рейнольдса (Re), от ~1000 до ~105 приблизительно постоянен. При малых Re {\displaystyle C_{x}} увеличивается из-за перехода обтекающего потока в ламинарное течение, для автомобиля такое Re соответствует скорости порядка десятков сантиметров в секунду. При Re > 105 наступает полное развитие турбулентности как на лобовой, так и на тыльной сторонах обтекаемого тела, и {\displaystyle C_{x}} снижается.
Чем меньше {\displaystyle C_{x}}, тем меньше лобовое сопротивление движению автомобиля и меньше расход топлива при прочих равных условиях. {\displaystyle C_{x}} современных легковых серийно выпускаемых автомобилей лежит в пределах от 0,2 до 0,35. У грузовых автомобилей и внедорожников, из-за плохо обтекаемого воздухом массивного кузова — до 0,5 и более.
Некоторые производители указывают в спецификациях эффективную площадь сопротивления автомобиля {\displaystyle S_{\text{eff}}}:
{\displaystyle S_{\text{eff}}=C_{x}\cdot S.}
Эта величина равна площади тонкой плоской пластины, ориентированной перпендикулярно набегающему потоку и испытывающей равную силу сопротивления с автомобилем, движущемся с той же скоростью, так как {\displaystyle C_{x}} тонкой пластины близок к 1. Эффективная площадь зависит не только от формы, но и от размеров автомобиля, точнее, от площади его миделева сечения. Эффективная площадь современных серийных автомобилей составляет от 0,5 м2 для легковых до 2 м2 и более у внедорожников и грузовиков.
Коэффициент сопротивления определяется экспериментальным путём продувкой макетов автомобилей в аэродинамической трубе, либо расчётным путём с помощью компьютерного моделирования.

## Мощность двигателя, затрачиваемая на преодоление сопротивления воздуха
Мощность, затрачиваемая на перемещение тела с силой {\displaystyle F} равна произведению этой силы на скорость {\displaystyle v}:
{\displaystyle P_{a}=F\cdot v.}
Так как сила аэродинамического сопротивления пропорциональна квадрату скорости, то часть мощности двигателя, идущей на преодоление сопротивления воздуху пропорциональна кубу скорости, т. е. увеличение скорости в два раза требует увеличения мощности на преодоление сопротивления в восемь раз:
{\displaystyle P_{a}=C_{x}{\frac {\rho v^{3}}{2}}S={\frac {\rho v^{3}}{2}}S_{\text{eff}}.}
Пример
У автомобиля в летний день (плотность воздуха ~1,2 кг/м3), с эффективной площадью 1 м2, движущегося со скоростью 10 м/с (36 км/ч) двигатель затрачивает на преодоление сопротивления воздуха около 600 Вт, а при движении со скоростью 30 м/с (108 км/ч) уже ~16 кВт (~22 л. с.).

## Примеры
Некоторые примеры коэффициентов аэродинамического сопротивления современных автомобилей:

### Серийно выпускаемые автомобили
- {\displaystyle C_{x}=0{,}29} — Peugeot 308, 2007
- {\displaystyle C_{x}=0{,}28} — Porsche 997, 2004
- {\displaystyle C_{x}=0{,}27} — Infiniti G35, 2002 ({\displaystyle C_{x}=0{,}26} "aero package")
- {\displaystyle C_{x}=0{,}27} — Toyota Camry Hybrid, 2007
- {\displaystyle C_{x}=0{,}26} — Mercedes-Benz W221 S-Class, 2006
- {\displaystyle C_{x}=0{,}26} — Lexus LS 430, 2001 (0,25 air suspension)
- {\displaystyle C_{x}=0{,}26} — Toyota Prius, 2004
- {\displaystyle C_{x}=0{,}25} — Audi A2 1.2 TDI, 2001
- {\displaystyle C_{x}=0{,}24} — Tesla Model S, 2013
- {\displaystyle C_{x}=0{,}40} — Toyota Land Cruiser, 1991

### Несерийные и уникальные автомобили
- {\displaystyle C_{x}=0{,}18} — Мерседес Т80, 1939
- {\displaystyle C_{x}=0{,}18} — Acabion, 2006
- {\displaystyle C_{x}=0{,}19} — Mercedes-Benz Bionic, 2005
- {\displaystyle C_{x}=0{,}195} — General Motors EV1, 1996
- {\displaystyle C_{x}=0{,}2} — Loremo, 2007
- {\displaystyle C_{x}=0{,}25{-}0{,}19} — Mercedes-Benz Concept IAA, 2015